# Festival Internacional de Cine de Berlín de 1962
La 12ª edición del Festival de Cine de Berlín se llevó a cabo desde el 22 de junio al 3 de julio de 1962 con el Zoo Palast como sede principal. El Oso de Oro fue otorgado a la cinta británica Esa clase de amor dirigida por John Schlesinger.

## Jurado
Las siguientes personas fueron escogidas para el jurado de esta edición:
Jurado oficial
- King Vidor, director de cine (EE. UU.) - Presidente
- André Michel, director (Franciz)
- Emeric Pressburger, director (Reino Unido)
- Hideo Kikumori, crítico (Japón)
- Dolores del Río, actriz (México)
- Jurgen Schildt, crítico (Suecia)
- Max Gammeter, presidente del Filmgilde Biel (Suiza)
- Günther Stapenhorst, productor (RFA)
- Bruno E. Werner, escritor y crítico (RFA)

Jurado de cortometrajes y documentales
- Olavi Linnus, escritor (Finlandiz) - Presidente
- Dorothy Macpherson, procurador de arte (Canadá)
- Abdellah Masbahi, guionista (Marruecos)
- Karl-Otto Alberty, actor (RFA)
- Pia Maria Plechl, periodista y escritora (Austria)
- Fridolin Schmid, productor y director del Film and Picture Institute de Munich (RFA)
- A. L. Srinivasan, productor (India)

## Películas en competición
La siguiente lista presenta a las películas que compiten por Oso de Oro:
| Título en español                 | Título original                   | Director(es)                                                                            | País                                 |
| --------------------------------- | --------------------------------- | --------------------------------------------------------------------------------------- | ------------------------------------ |
| Al zouga talattashar              | Al zouga talattashar              | Fatin Abdel Wahab                                                                       | Egipto                               |
| Badai-Selatan                     | Badai-Selatan                     | Sofia W. D.                                                                             | Indonesia                            |
| Bajo un mismo rostro              | Bajo un mismo rostro              | Daniel Tinayre                                                                          | Argentina                            |
| Die Rote                          | Die Rote                          | Helmut Käutner                                                                          | RFA, Italia                          |
| Donnez-moi dix hommes désespérés  | Donnez-moi dix hommes désespérés  | Pierre Zimmer                                                                           | France, Israel                       |
| Duellen                           | Duellen                           | Knud Leif Thomsen                                                                       | Denmark                              |
| El tejedor de milagros            | El tejedor de milagros            | Francisco del Villar                                                                    | México                               |
| Esa clase de amor                 | A Kind of Loving                  | John Schlesinger                                                                        | Reino Unido                          |
| Hum Dono                          | Hum Dono                          | Amarjeet                                                                                | India                                |
| Il y a un train toutes les heures | Il y a un train toutes les heures | André Cavens                                                                            | Bélgica                              |
| Isaengmyeong dahadorok            | Isaengmyeong dahadorok            | Shin Sang-ok                                                                            | Corea del Sur                        |
| El otoño de la familia Kohayagawa | Kohayagawa-ke no aki              | Yasujirō Ozu                                                                            | Japón                                |
| El amor a los veinte años         | L'Amour à vingt ans               | François Truffaut, Andrzej Wajda, Renzo Rossellini, Shintarō Ishihara and Marcel Ophüls | Francia, Italia, RFA, Polonia, Japón |
| La belleza de Hipólita            | La bellezza di Ippolita           | Giancarlo Zagni                                                                         | Italia                               |
| La Poupée                         | La Poupée                         | Jacques Baratier                                                                        | Francia, Italia                      |
| La steppa                         | La steppa                         | Alberto Lattuada                                                                        | Italy, France, Yugoslavia            |
| El cabo atrapado                  | Le Caporal épinglé                | Jean Renoir                                                                             | Francia                              |
| Los atracadores                   | Los atracadores                   | Francisco Rovira Beleta                                                                 | España                               |
| Mitasareta seikatsu               | Mitasareta seikatsu               | Susumu Hani                                                                             | Japón                                |
| Un optimista de vacaciones        | Mr. Hobbs Takes a Vacation        | Henry Koster                                                                            | EE.UU.                               |
| Ohne Datum                        | Ohne Datum                        | Ottomar Domnick                                                                         | RFA                                  |
| No Exit (A puerta cerrada)        | No Exit (A puerta cerrada)        | Tad Danielewski                                                                         | EE.UU., Argentina                    |
| Os Cafajestes                     | Os Cafajestes                     | Ruy Guerra                                                                              | Brasil                               |
| Out of the Tiger's Mouth          | Out of the Tiger's Mouth          | Tim Whelan, Jr.                                                                         | EE.UU.                               |
| Pikku Pietarin piha               | Pikku Pietarin piha               | Jack Witikka                                                                            | Finland                              |
| Salvatore Giuliano                | Salvatore Giuliano                | Francesco Rosi                                                                          | Italia                               |
| Como en un espejo                 | Såsom i en spegel                 | Ingmar Bergman                                                                          | Suecia                               |
| Ta heria                          | Ta heria                          | John G. Contes                                                                          | Grecia                               |
| Tonny                             | Tonny                             | Nils R. Müller y Per Gjersøe                                                            | Noruega                              |

| Documental y cortometraje         |                   |              |
| Título original                   | Director(s)       | País         |
| The Ancestors                     | André Libik       | Nigeria      |
| Galapagos - Trauminsel im Pazifik | Heinz Sielmann    | RFA          |
| Le Grand Magal de Touba           | Blaise Senghor    | Senegal      |
| Nahanni                           | Donald Wilder     | Canadá       |
| Test for the West: Berlin         | Franz Baake       | RFA          |
| Venedig                           | Kurt Steinwendner | Austria      |
| De werkelijkheid van Karel Appel  | Jan Vrijman       | Países Bajos |
| Zoo                               | Bert Haanstra     | Países Bajos |

## Palmarés
Los siguientes premios fueron entregados por el jurado profesional:
- Oso de Oroː Esa clase de amor de John Schlesinger
- Oso de Plataː Francesco Rosi por Salvatore Giuliano
- Oso de Plata a la mejor actriz: Rita Gam y Viveca Lindfors for No Exit (A puerta cerrada)
- Oso de Plata al mejor actor: James Stewart por Un optimista de vacaciones
- Oso de Plata. Premio extraordinario del jurado: Isaengmyeong dahadorok de Shin Sang-ok

Premios de Cortometrajes y documentales
- Oso de Plata (Documental): Galapagos - Trauminsel im Pazifik de Heinz Sielmann
- Oso de Oro al mejor cortometraje: De werkelijkheid van Karel Appel de Jan Vrijman
- Oso de Plata al mejor cortometraje: Le Grand Magal de Touba de Blaise Senghor
- Oso de Plata Premio Extraordinario del jurado (Corto): 
  - Nahanni de Donald Wilder
  - The Ancestors de André Libik
  - Venedig de Kurt Steinwendner
  - Test for the West: Berlin de Franz Baake

Premios de jurado independientes
- Premio FIPRESCIː Zoo de

Bert Haanstra
- Premio OCICː Como un espejo de Ingmar Bergman
- Premio a la juventud (Jugendfilmpreis):
- Mejor largometraje adecuado para jóvenes: Donnez-moi dix hommes désespérés de Pierre Zimmer
  - Mención de honor: Pikku Pietarin piha de Jack Witikka
- Mejor documental adecuado para jóvenes: Galapagos – Trauminsel im Pazifik de Heinz Sielmann
  - Mejor cortometraje adecuado para jóvenes: Zoo de Bert Haanstra